# Rock Hard
Rock Hard je metal revija, prvotno izdana v Nemčiji. Ustanovil jo je Holger Stratmann leta 1983. Revija poroča o vseh zvrsteh rock glasbe in metala. Ima neodvisne licenčne podmladke z istim imenom v Franciji, Grčiji, Italiji, Španiji in Sloveniji.